# ماثيو برانون
ماثيو برانون (بالإنجليزية: Matthew Brannon)‏ هو رسام أمريكي، ولد في 1971 في أيداهو في الولايات المتحدة.